# Salon-de-Provence
Salon-de-Provence é uma cidade no sul da França com cerca de 35.800 habitantes. É antiga e tem fama por um de seus mais ilustres moradores Michel de Nostredame (Nostradamus): a casa aonde residiu se tornou um museu e recebe pessoas do mundo todo.
A cidade é sede da Academia da Força Aérea Francesa (L'École de l'Air) onde também situa-se a base do Esquadrão de Demonstração Aérea Francês (Patrouille de France).